# Swainsboro, Georgia
Swainsboro är en stad (city) i Emanuel County, i delstaten Georgia, USA. Enligt United States Census Bureau har staden en folkmängd på 7 268 invånare (2011) och en landarea på 32,6 km². Swainsboro är huvudort i Emanuel County.